# Artur Vaz
Pour les articles homonymes, voir Vaz.
Artur Vaz, de son nom complet Artur Paulo Assunção Vaz, est un footballeur portugais né le 3 avril 1925 à  Setúbal et mort le 30 juillet 2009. Il évoluait au poste de milieu de terrain.

## Biographie

### En club
Il commence sa carrière en 1943 dans le club Luso Barreiro qui évolue en deuxième division portugaise,,.
En 1947, il est transféré au GD CUF, il joue avec ce club pendant deux saisons en deuxième division,,.
En 1950, il rejoint le Vitória Setúbal, club qu'il représente pendant 10 saisons. Avec le club de Setúbal, il est notamment finaliste de la Coupe du Portugal en 1954,,.
À l'issue de la saison 1959-1960, il raccroche les crampons,,.
Il dispute 179 matchs pour 9 buts marqués en première division portugaise,.

### En équipe nationale
International portugais, il reçoit trois sélections en équipe du Portugal entre 1953 et 1954.
Il débute en sélection le 21 novembre 1953 en amical contre l'Afrique du Sud (victoire 3-1 à Oeiras).
Son premier match est disputé est un barrage retour comptant pour les qualifications pour la Coupe du monde 1954 le 29 novembre 1953 contre l'Autriche (match nul 0-0 à Oeiras).
Son dernier match est disputé en amical le 28 novembre 1954 contre l'Argentine (défaite 1-3 à Oeiras).

## Palmarès
Avec le Vitória Setúbal :
- Finaliste de la Coupe du Portugal en 1954